# Saucier (Mississippi)
Saucier je určené území pro sčítání lidu (census-designated place) v okresu Harrison County ve státě Mississippi, USA. Je součástí metropolitní oblasti Gulfport-Biloxi. Podle sčítání mělo roku 2000 1 303 obyvatel.

## Geografie
Rozloha čítá 18,3 km², z toho 18,1 km² je souš a 0,2 km² je voda.

## Demografie
Sčítání v roce 2000 zaznamenalo 1303 lidí, 478 domácností a 367 rodin se zdejším bydlištěm. Hustota obyvatel byla 71.9/km². Rasové složení obyvatelstva bylo 97,47% běloši, 0,69% černoši, 0,15% američtí indiáni, 0,23% Asiaté, 0,15% Pacifičtí ostrované, 0,15% ostatní a 1,15% dvě a více ras. Hispánci jakékoli rasy tvořili 1.38% populace.